# Ковальов Віктор Павлович
Віктор Павлович Ковальов (нар. 28 січня 1920, Ялта — пом. 16 вересня 2002, Херсон) — український мовознавець. Доктор філологічних наук з 1976 року, професор з 1976 року.

## Біографія
Народився 28 січня 1920 року в Ялті. В 1942 році в Майкопі закінчив Одеський університет в евакуації. Брав участь у німецько-радянській війні, як командир вогневого мінометного взводу, а згодом батареї та дивізіону. Інвалід війни. З 1946 року працював у Херсонському педагогічному інституті: у 1959—1974 роках — завідувач кафедрою російської мови, водночас у 1965—1968, 1976—1981 роках — декан філологічного факультету.
Помер в Херсоні 16 вересня 2002 року.

## Наукова діяльність
Наукові дослідження: лексикографія, лінгвостилістика, методика викладання російської та української мов у вищій і середній школах. Автор понад 100 наукових і методичних праць, посібників, 19 книг, 8 брошур, підручників з російської мови та проблем східно-слов’янської лінгвостилістики, зокрема:
- «Практикум по современному русскому языку» (Москва, 1974);
- «Современный русский язык: Практикум» (Москва, 1987, у співавторстві);
- книга спогадів про Херсон «Покоя нет…» (Херсон, 1995).

Праці:
- Языковые выразительные средства русской художественной прозы. Київ, 1981;
- Выразительные средства художественной речи. Київ, 1985;
- Средства речевой экспрессии в русской, украинской и белорусской художественной прозе. Київ, 1987;
- Виражальні засоби українського художнього мовлення. Херсон, 1992.

## Відзнаки
- нагороджений орденами Червоного Прапора (22 лютого 1945), Червоної Зірки (8 серпня 1943), орденами Вітчизняної війни І ступеня (19 лютого 1944), Вітчизняної війни II ступеня (26 липня 1944)[3].
- заслужений працівник вищої школи УРСР;
- відмінник народної освіти України та Узбекистану;
- почесний громадянин Херсона (рішення сесії Херсонської міської ради народних депутатів XXII скликання № 93 від 9 липня 1996 року)[2].